# Карвалью, Мигел
Мигел Анжелу Энрикиш Карвалью (порт. Miguel Ângelo Henriques Carvalho; род. 2 сентября 1994, Риу-Майор) — португальский легкоатлет, специалист по спортивной ходьбе. Выступал за сборную Португалии по лёгкой атлетике в 2010-х годах, многократный призёр первенств национального значения, участник летних Олимпийских игр в Рио-де-Жанейро.

## Биография
Мигел Карвалью родился 2 сентября 1994 года в городе Риу-Майор округа Сантарен, Португалия.
Впервые заявил о себе в спортивной ходьбе в сезоне 2010 года, выиграв серебряную медаль на юношеском португальском первенстве в Гимарайнше.
В 2011 году вошёл в состав португальской сборной и выступил на юношеском мировом первенстве в Лилле, где в зачёте ходьбы на 10 000 метров занял 26-е место.
В 2012 году стал чемпионом Португалии среди юниоров и среди молодёжи — как в помещении, так и на шоссе. Стартовал в гонке юниоров на Кубке мира по спортивной ходьбе в Саранске, показав на финише 37-й результат.
В 2013 году занял 11-е место в юниорском зачёте на Кубке Европы по спортивной ходьбе в Дудинце, в дисциплине 10 000 метров закрыл десятку сильнейших на юниорском европейском первенстве в Риети.
В 2014 году был восьмым на молодёжном средиземноморском первенстве в Обане, выиграл бронзовую медаль на чемпионате Португалии в Лиссабоне, занял 82-е место на Кубке мира в Тайцане.
В 2015 году в ходьбе на 20 км стал двадцатым на Кубке Европы в Мурсии и десятым на молодёжном европейском первенстве в Таллине, позднее на домашних соревнованиях в Лейрии превзошёл всех соперников на дистанции 50 км, установив при этом свой личный рекорд — 4:00:47.
В 2016 году в дисциплине 20 км занял 74-е место в личном зачёте на командном чемпионате мира по спортивной ходьбе в Риме. Выполнив олимпийский квалификационный норматив, удостоился права защищать честь страны на летних Олимпийских играх в Рио-де-Жанейро — в программе 50 км показал время 4:08:16, расположившись в итоговом протоколе соревнований на 36-й строке.
В 2017 году с личным рекордом в ходьбе на 20 км (1:23:31) занял 22-е место на Кубке Европы в Подебрадах.
В 2018 году в 20-километровой ходьбе показал 69-й результат на командном чемпионате мира в Тайцане.
В 2019 году в той же дисциплине закрыл двадцатку сильнейших на Кубке Европы в Алитусе.
Завершил спортивную карьеру по окончании сезона 2020 года.